# Hestiasula woodi
Hestiasula woodi är en bönsyrseart som beskrevs av Giglio-tos 1915. Hestiasula woodi ingår i släktet Hestiasula och familjen Hymenopodidae. Inga underarter finns listade i Catalogue of Life.